# Daniel Jérent
Daniel Jérent (Saint-Claude (Guadeloupe), 4 de junho de 1991) é um esgrimista francês, campeão olímpico.

## Carreira

### Rio 2016
Daniel Jérent representou seu país nos Jogos Olímpicos de Verão de 2016, na espada. Na competição por equipes conquistou a medalha de ouro ao lado de Yannick Borel, Gauthier Grumier e Jean-Michel Lucenay.